# Amt Frauendorf
Das Amt Frauendorf war ein kurfürstlich-brandenburgisches bzw. später königlich-preußisches Domänenamt, das 1736 vom älteren Amt Lebus abgetrennt worden war. Als 1815 König Friedrich Wilhelm III. das Amt Frauendorf an den französischen Baron Rivalière verkaufte, wurde es nun als Herrschaft Frauendorf bezeichnet und zu den ritterschaftlichen Besitzungen gerechnet. Nach mehrfachem Besitzerwechsel kaufte 1844 das Königliche Haus die Herrschaft Frauendorf und überwies sie in das Königlich Prinzliche Familien-Fideikommiss. Das Amt umfasste um 1805 14 Orte (und weitere kleinere Güter). Heute gehört das Gebiet des ehemaligen Amtes Frauendorf bzw. der Herrschaft Frauendorf zu den Landgemeinden Górzyca, Ośno Lubuskie und Rzepin im Powiat Słubicki der Woiwodschaft Lebus (Polen). Die Herrschaft Frauendorf wurde 1872 aufgelöst.

## Geschichte
Das Amt Frauendorf entstand aus dem Stiftsbesitz (=weltlichen Besitz) des Bischofs von Lebus. Nachdem der letzte Bischofs von Lebus Johann VIII. Horneburg im Jahr 1555 gestorben war, wurde kein neuer Bischof mehr gewählt, sondern der evangelische Administrator des Erzstiftes Magdeburg Joachim Friedrich von Brandenburg übernahm nun auch die Verwaltung des Bistums Lebus. Er war formal der letzte Bischof von Lebus bzw. führte diesen Titel. 1598 wurde Joachim Friedrich Kurfürst von Brandenburg. Noch im Jahr 1598 löste er das Bistum Lebus auf und zog die Stiftsgüter ein. Den Lebuser Stiftsbesitz wandelte er in zwei kurfürstliche Domänenämter um (Amt Lebus und Amt Fürstenwalde). 1731 wurde vom Amt Lebus das Amt Wollup und das Amt Golzow abgespalten. 1736 wurden schließlich auch die neumärkischen Anteile des Amtes Lebus abgetrennt und in einem eigenen Amt, dem Amt Frauendorf zusammengefasst. Das Amt Frauendorf gehörte in der Behördenstruktur bis 1801 zur Kurmärkischen Kriegs- und Domänenkammer mit Sitz in Berlin, später zur Neumärkischen Kriegs- und Domänenkammer.

## Zugehörige Orte
Die folgenden Orte zählten 1805 zum Amt Frauendorf:
- Frauendorf (heute Pamięcin, Górzyca). Das Dorf mit dem Amtssitzvorwerk und einigen einzeln liegenden Vorwerken hatte 1805 352 Einwohner. Es gab im Ort eine Schmiede und eine Wassermühle.
- Göritz (heute Landgem. Górzyca). Das Amtsvorwerk hatte eine Größe von 19 Hufen; zwei Windmühlen gehört dazu.
- Gohlitz (heute Golice, Landgem. Górzyca). Das Dorf hatte 1805 289 Einwohner. Im Ort waren eine Schmiede und eine Wassermühle.
- Klein Bruchvorwerk (heute ?, lag westlich der Oder). Das Vorwerk gehörte zum Vorwerk Göritz.
- Lässig (heute Laski Lubuskie, Landgem. Górzyca). Das Dorf mit einer Schmiede hatte 1805 139 Einwohner.
- Groß Lübbichow (Lubiechnia Wielka, Landgemeinde Rzepin). Kam 1736 vom Amt Lebus zum Amt Frauendorf, 1784 wurde es zum Amt Neuendorf/NM verlegt.
- Neue Mühle. Die Wassermühle lag an der Eilang bei Reppen. Für 1805 ist keine Einwohnerzahl angegeben.
- Ötscher (heute Owczary, Górzyca). Das Dorf hatte 1805 137 Einwohner, und es gab eine Schmiede im Ort. Der Ort gehörte bis 1802 zum Amt Wollup und wurde erst dann dem Amt Frauendorf zugeteilt.
- Polentziger Unterförsterei. Ein Forsthaus im Pollenziger Bruch; der Unterförster betreute das Revier Pollenzig de Reppenschen Beritts.
- Groß Rade (heute Radów, Rzepin). Das Dorf hatte 1805 140 Einwohner, eine Schmiede und eine Windmühle.
- Klein Rade (heute Radówek, Górzyca). In diesem Dorf mit seinen 171 Einwohnern gab es eine Schmiede.
- Säpzig (heute Żabice, Górzyca). Im Dorf lebten 278 Einwohner; es gab eine Schmiede.
- Seefeld (heute Sienno, Ośno Lubuskie). Im Dorf und Vorwerk lebten 160 Einwohner. An Infrastruktur gab es eine Schmiede und eine Windmühle.
- Spudlow (heute Spudłów, Górzyca). Das Dorf mit seinen 156 Einwohnern hatte Schmiede und Windmühle.
- Stenzig (heute Stańsk, Górzyca). Im Dorf mit 179 Einwohnern gab es eine Schmiede.
- Tschernow (Czarnów). Im Dorf und Vorwerk lebten 559 Einwohner. Es gab eine Schmiede und eine Windmühle.
- Zweinert (heute Świniary, Ośno Lubuskie). Das Dorf mit seinen 118 Einwohnern hatte eine Schmiede.
- Storkow (heute Starków, Rzepin). Das Dorf hatte 139 Einwohner, es gab eine Schmiede.

1815 verkaufte König Friedrich Wilhelm III. das Amt Frauendorf für 312.000 Taler an den französischen Baron Carl de la Rivalière-Preignac, der 1815 mit dem Zusatz v. Frauendorf in der Freiherrenstand erhoben wurde. Der Besitz wurde nun als Herrschaft Frauendorf bezeichnet und zu den ritterschaftlichen Besitzungen gerechnet. 1827 sollte die Herrschaft eigentlich versteigert werden, der Versteigerungstermin wurde jedoch kurz vorher abgesagt. 1828 wurde das Gut von der Ritterschaft verwaltet und von einem Administrator geführt. 1832 wurde die Herrschaft Frauendorf von dem Berliner Bürger Friebe für 280.000 Taler gekauft. Nur zwei Jahre später verkaufte er die Herrschaft für 290.000 Taler an den Fürsten Moritz Casimir zu Bentheim-Tecklenburg-Rheda und dessen Schwager, der Landrat Graf Gotthard Carl Ludwig von der Recke-Volmerstein. 1844 (1846) kaufte das Königliche Haus die Herrschaft Frauendorf um 430.000 Taler zurück und unterstellte sie der Königlich Prinzlichen Familien-Fideikommissverwaltung.

## Amtleute und Pächter
- 1775 Herr von Kettwitz, Beamter[8]
- 1793 Haake, Amtsrat[9]
- 1798 Haake, Amtsrat[10]
- 1855 Richter, Generalpächter[11]

## Belege